# Чон (блюдо)
Чон (чжон; кор. 전?, 煎?) — блюдо корейской кухни, разновидность оладьев. Чон готовят с нарезанным мясом скота или птицы, морепродуктами и овощами; покрывают кляром на основе муки или яйца, а затем жарят на масле. Если чон подаются в качестве блюда придворной кухни, то они называются чонюо или чонюхва.
Чон едят в качестве закуски, в том числе к алкоголю, а также как панчхан. Чон играют важную роль в церемониальном подношении предкам чесасан (кор. 제사상?, 祭祀床?: чон для чесы называются каннап (хангыль: 간납, ханча: 干納 или 肝納), а также каннам (хангыль: 간남, ханча: 肝南); в каннап входят субпродукты, книжка или рыба вместе с овощами и зелёным луком на вертеле.
Чон иногда едят на десерт, такая разновидность называется хваджон (화전, «цветочный чон»). Пиндэтток (чон из маша), пхаджон (с зелёным луком) и кимчхиджон — самые популярные виды чон в Южной Корее.

## Разновидности
Название вида чон соответствует ингредиентам (кимчхи + чон = кимчхиджон и так далее).

## Пхаджон
Пхаджон — тип чонов, где главным ингредиентом является зелёный лук. Кроме него в пхаджон входит кляр из яиц, пшеничной муки, рисовой муки, а также дополнительные ингредиенты. При их добавлении пхаджон относят к одному из видов: говяжий, свиной и так далее. Пхаджон аналогичен китайскому блюду цунъюэбин, но менее плотный и не замешивается перед жаркой.

### Тоннэ пхаджон
Тоннэ пхаджон названы в честь Тоннэсун (동래성), крепости времён династии Чосон, на её месте находится одноимённый район Пусана. Тоннэ была местом боевых сражений на протяжении Имджинской войны, и в легендах говорится, что люди Тоннэсуна, празднуя победу над японскими захватчиками, бросали в воздух зелёный лук; тонънэ пхаджон придумали в честь этой победы. Кроме того, это блюдо подавали к королевскому столу, когда тунънэский рынок процветал в правление династии Чосон.
Тоннэ пхаджон обычно готовится из кляра с рисовой мукой, клейкой рисовой мукой, яйцами и кочхуджаном. В тесто добавляется зелёный лук, говядина, моллюски (венерка, ondina modiola, устрицы) и прочие морепродукты.

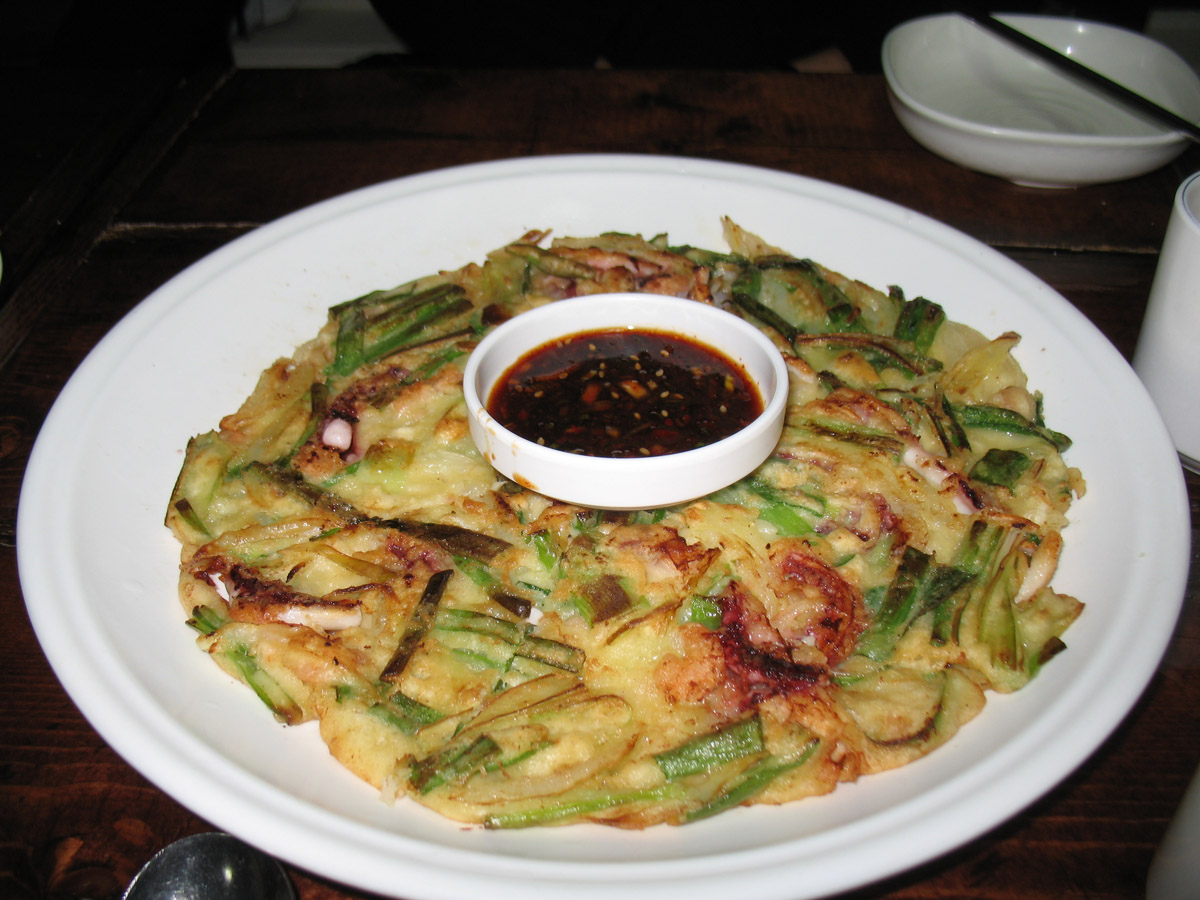
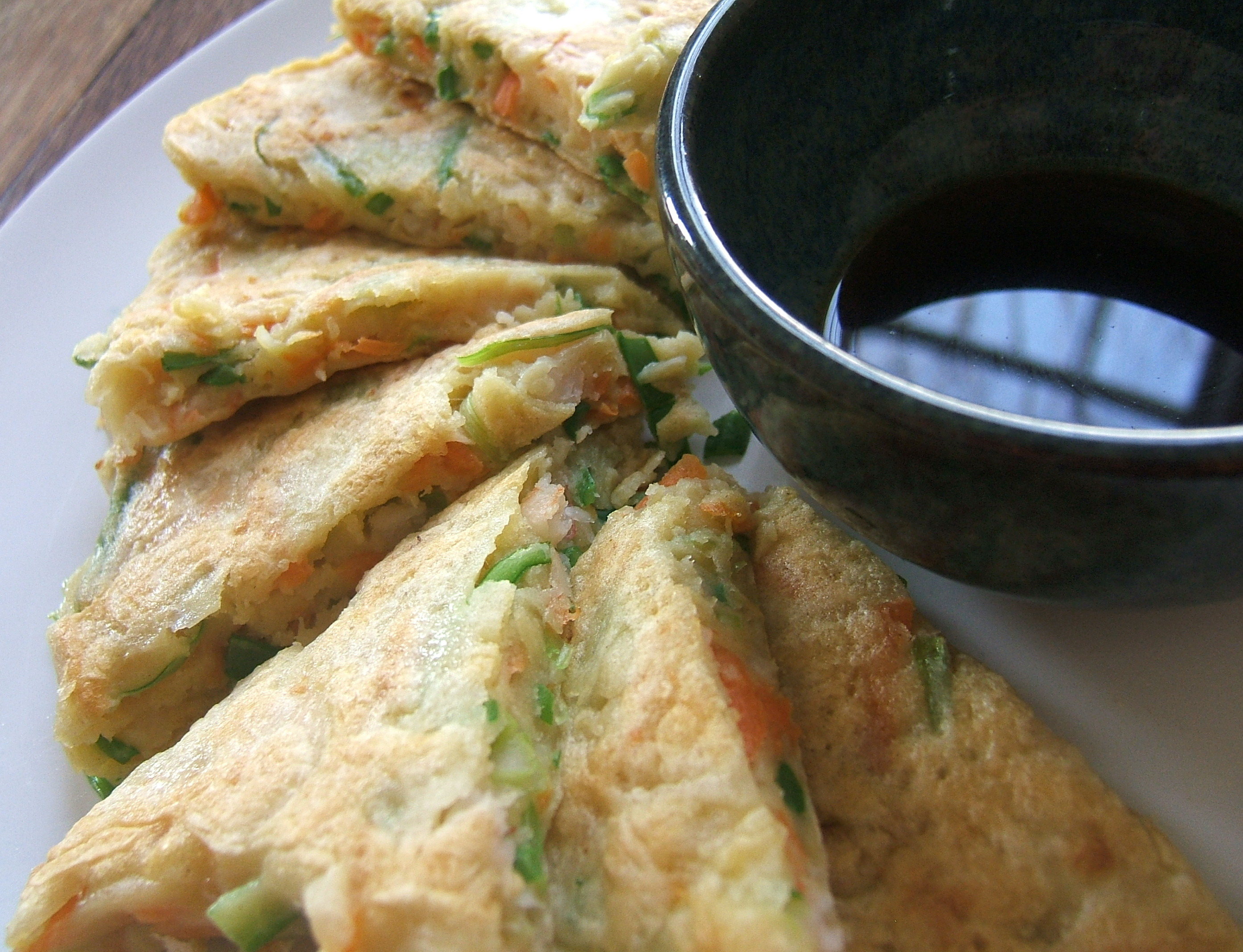
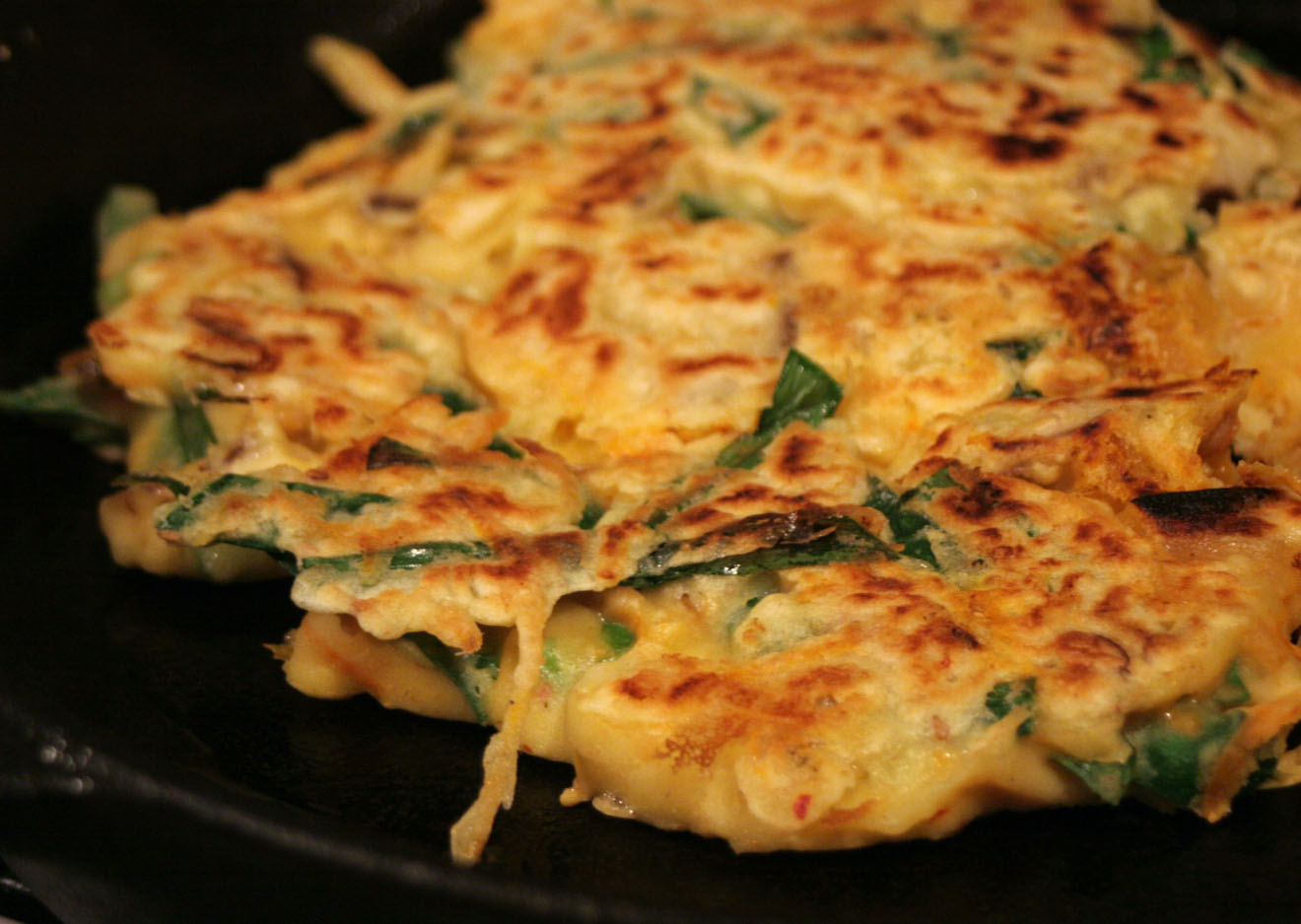
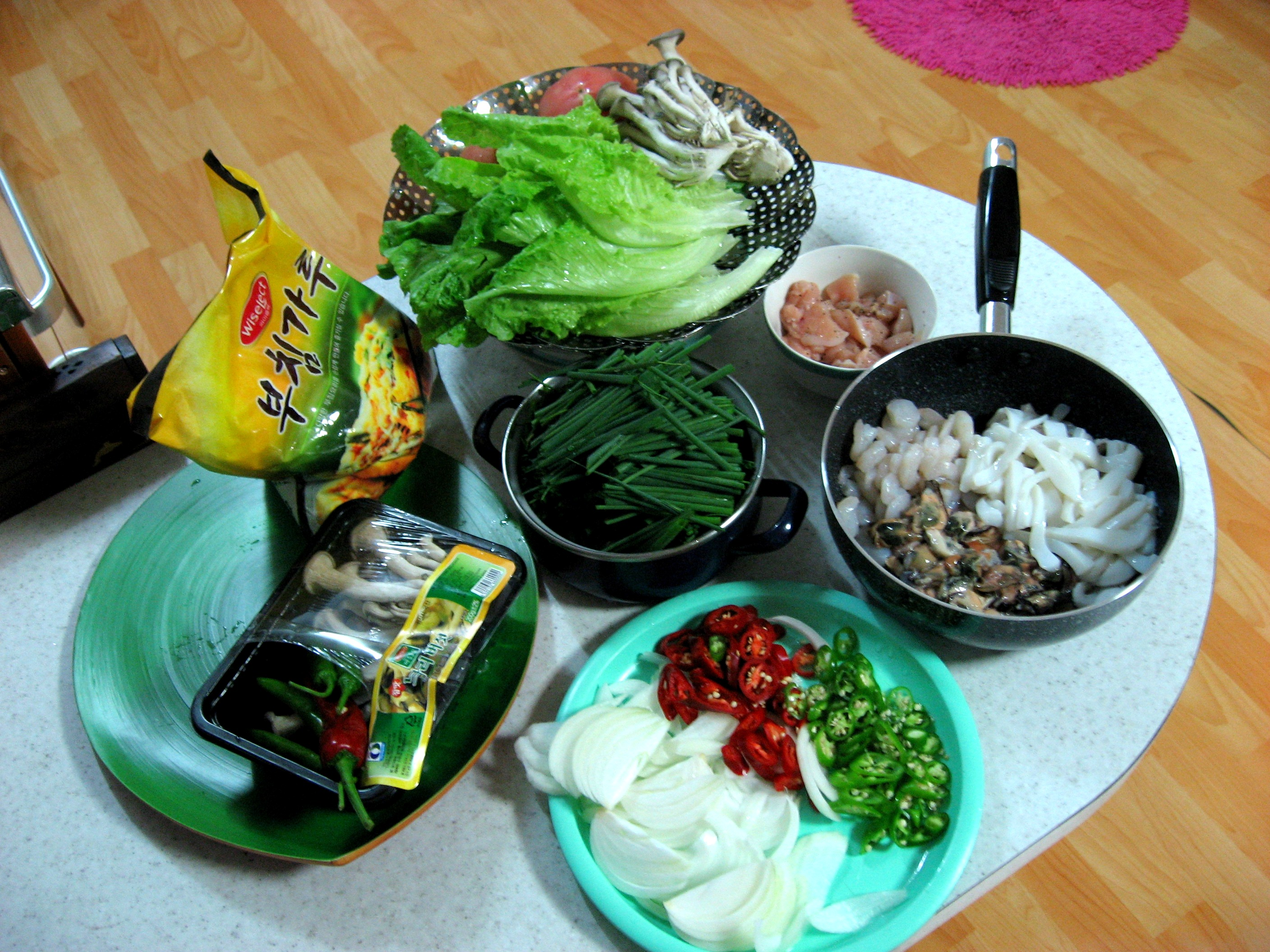
Продукты для хэмуль пхаджона

## Кимчхиджон

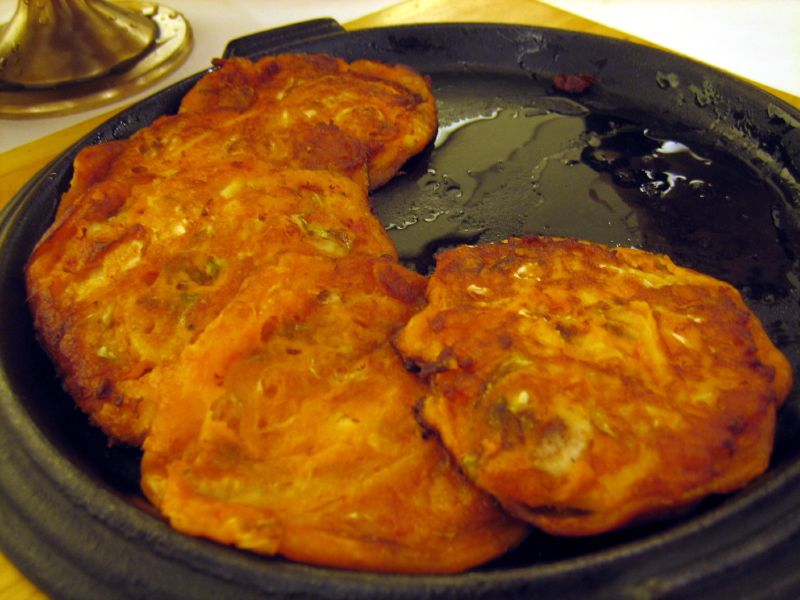

Кимчхиджон (김치전, НРК: gimchijeon; также кимчхи пучхимгэ, 김치부침개), произношение — kimtɕʰi dʑʌn — чон с кимчхи в мучном кляре с овощами или без них. Кроме того, частым ингредиентом кимчхиджона является свинина. При изготовлении кимчхиджона в кляр добавляется жидкость из кимчхи, она добавляет кляру цвета, но не острая сама по себе.

## Камджаджон
Камджаджон — чон из картофеля, поджаренного на масле. Картофель появился в Корее в 1824 году, его привезли из Маньчжурии, но культивировать картофель стали только в провинции Канвондо, поэтому камджаджон стал местной кулинарной достопримечательностью. Камджаджон традиционно готовится только из картофеля, соли и масла, но на практике в него добавляют морковь, репчатый или зелёный лук, грибы, чеснок, чтобы изменить цвет или фактуру блюда. Камджаджон может быть подан со свежим зелёным и красным перцем чили, к нему подают соус чхоганджан (초간장), изготовленный из корейского соевого соуса и уксуса.

### Мемильджон
Мемильджон — чон из гречихи с овощами или кимчхи. Это известное блюдо провинции Канвондо, где гречиха хорошо растёт даже в холодных горах. Мемильджон готовят для особых случаев, например, чтобы положить на алтарь предков. «Фермерская ярмарка», организуемая в Пхёнчхане раз в пять дней, является местом оживлённой торговли мемильджоном.
В кляр кроме гречишной муки иногда добавляют пшеничную или крахмал, чтобы добавить клейковины. Традиционно тесто замешивают с помощью жёрнова, а кляр протирается через сито. Затем тесто жарят на сковороде «содан» (소당), которая является также крышкой горшка сот (솥), на сковороду перед кляром выкладывают кимчхи и зелёный лук. Кимчхи можно заменить на пекинскую капусту. Мемильджон выпекают тонкими, так как толстые мемильджон считаются менее вкусными. Мемильджон готовят на перилловом масле.

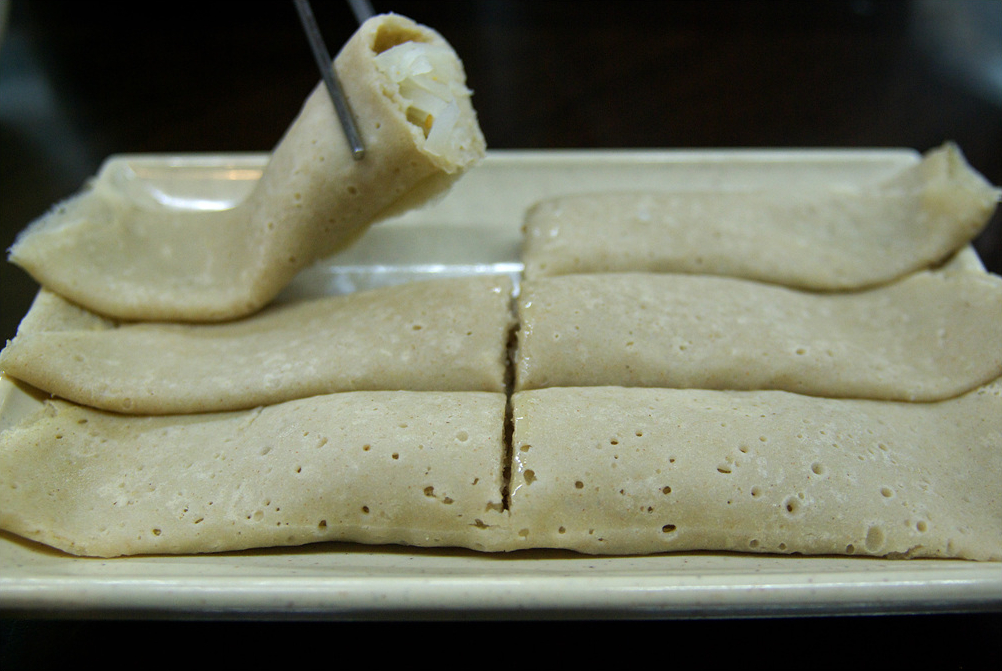
Пинтток, кухня Чеджудо

Мемильджон может быть ингредиентом других блюд, например, мемиль чхонтток (메밀총떡, вариант названия — мемиль-чонбён, 메밀전병). Это боюдо выглядит как ролл или вареник, начинка зависит от сезона и кулинарных традиций. На Чеджудо имеется разновидность пинтток (빙떡, также чеджудо пиндэтток, его начинка — варёная дайконовая стружка. В Канвондо пинтток начиняют чапчхэ (салат с лапшой), нашинкованной кимчхи, дайконом, зелёным луком, чесноком, свининой, кальмаром. Их приправляют и поджаривают на сковороде. В Пхёнчхане очень популярна полупрозрачная лапша из комбу чхонсачхэ (천사채). Такое блюдо считается хорошей закуской к пиву.

### Другие разновидности
- Мясные:

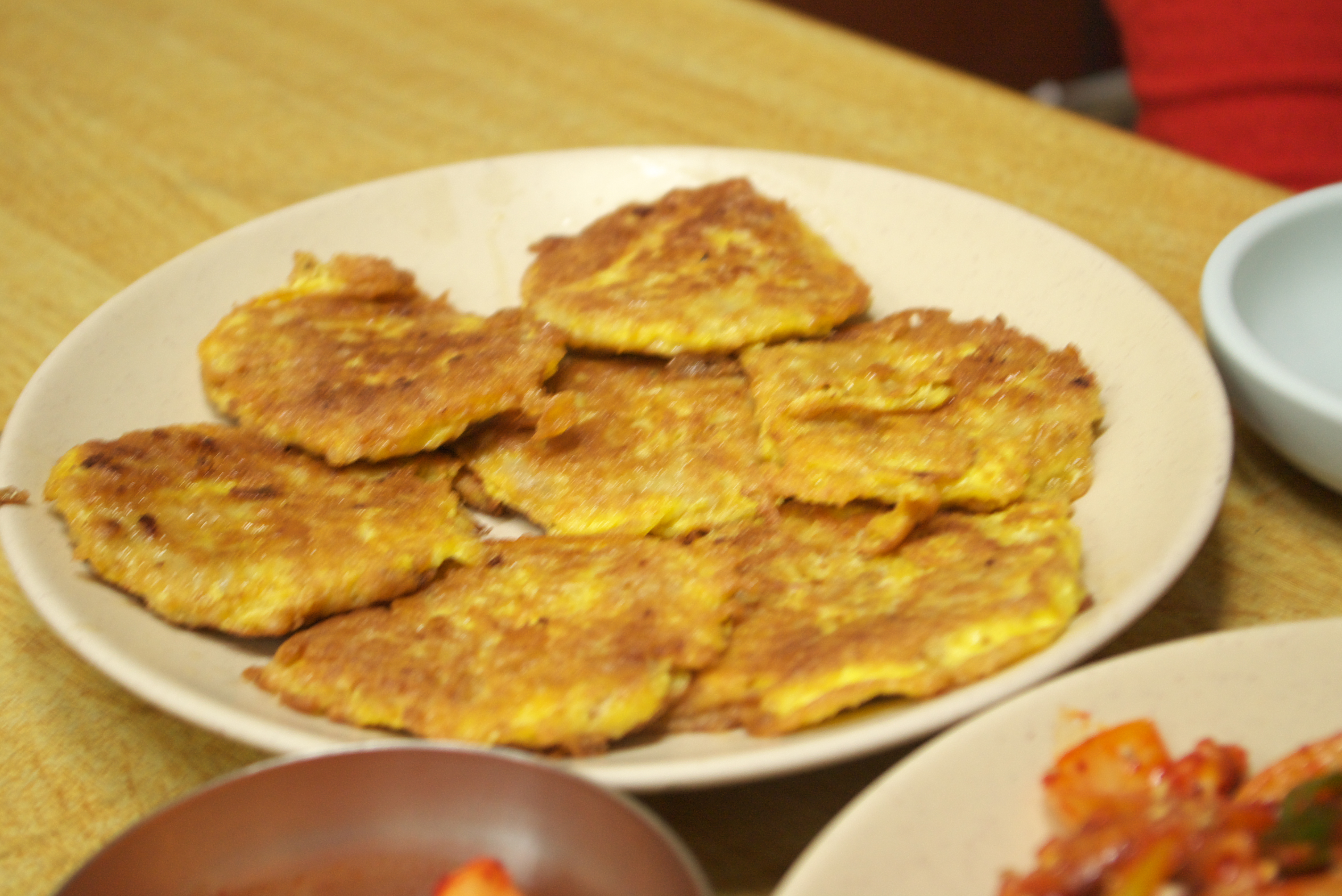
Сэнсонджон

  - юкчон (육전, 肉煎), с говяжьим фаршем,
  - ванджаджон (완자전) небольшие шарики с говяжьим фаршем, тофу о овощами, покрытый мукой и яичным кляром,
  - канджон (간전), с говяжьей печенью,
  - чхонёпчон (처녑전), с частью желудка;
- с морепродуктами:
  - сэнсонджон (생선전, 生鮮煎) с белой рыбой,
  - хэмульджон (해물전, 海物煎) с рыбой, моллюсками, креветками и т. п,
  - миноджон (민어전, 民魚煎), с горбылём,
  - тэгуджон (대구전 大口煎), с треской,
  - кульчон (굴전), с устрицами,
  - тэхаджон (대하전 大蝦煎), с креветочным мясом,
  - сэуджон (새우전), с креветками;
- овощные и грибные:

- - хобакчон (호박전), с тыквой,

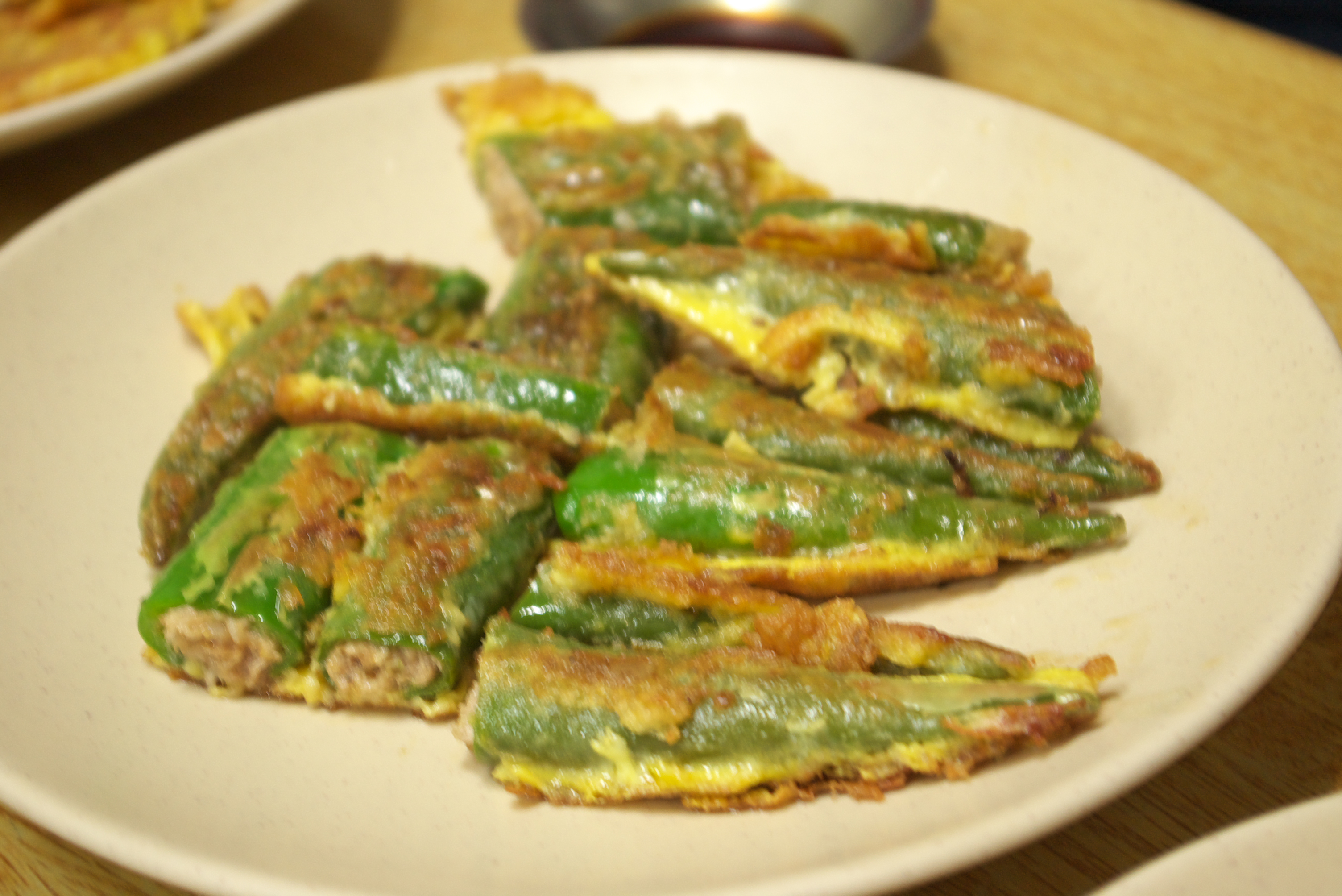
Кочхуджон

  - юнгынджон (연근전), с корнем лотоса,
  - кочхуджон (고추전), с красным перцем,
  - каджуджон (가지전), с баклажанами,
  - тодокчон (더덕전), с кодонопсисом ланцетным (codonopsis lanceolata),
  - косариджон (고사리전), с папоротником-орляком,
  - пхёгоджон (표고전), с шиитаке и говядиной[17].